# عذم لامع
العذم اللامع  (باللاتينية: Stipa nitens) نوع نباتي يتبع جنس العذم من الفصيلة النجيلية.

## الموئل والانتشار
ينتشر في غرب المغرب العربي.